# Lomonosovskij Prospekt (metropolitana di Mosca)
Lomonosovskij Prospekt (in russo Ломоносовский проспект?) è una stazione della Metropolitana di Mosca situata sulla Linea Kalininskaja-Solncevskaja, è stata inaugurata il 16 marzo 2017.